# Тассар, Октав
Николя Франсуа Октав Тассар (фр. Nicolas François Octave Tassaert; 26 июля 1800[…], Париж — 22 апреля 1874, XIV округ Парижа) — французский художник, наиболее известный своими жанровыми сценами, реалистично отображающими жизнь парижской бедноты.

## Биография
Октав Тассар родился в Париже в семье гравёра Жана Жозефа Франсуа Тассара (1765 — ок. 1835). Его дедом был скульптор Жан Пьер Антуан Тассар (1727—1788), уроженец Антверпена, работавший в Париже и Берлине, придворный скульптор Фридриха Великого.
Первым учителем Октава Тассара был его отец. В 1816 году, в возрасте 16 лет, он поступил в мастерскую гравёра Алексиса Франсуа Жирара (1787—1870). Параллельно Тассар пробовал себя в живописи, и уже 1 февраля 1817 года был принят в Школу изящных искусств в Париже, где одним из его наставников был художник Гийом Гийон-Летьер (1760—1832). С 1823 по 1824 год Октав целенаправленно работал над картинами на заданную тему для получения Римской премии, но премию не получил. Это так сильно пошатнуло его уверенность в себе, что на следующие десять лет он вернулся к гравюре на дереве и литографии. В этот период он, в частности, создавал по заказам частных коллекционеров гравюры эротического содержания, как тогда считалось — непристойные. Также в это время Тассар иллюстрировал книги Виктора Гюго, Александра Дюма Старшего, Франсуа Рене де Шатобриана.
Первый крупный успех в сфере живописи ожидал Тассара в 1834 году, когда на Парижском салоне его картина «Смерть Корреджо» была куплена Фердинандом Филиппом, герцогом Орлеанским, сыном короля Луи-Филиппа (ныне находится в Эрмитаже, Санкт-Петербург).
В 1850-х годах получили некоторую известность работы Тассара, изображавшие жизнь обездоленных: несчастные семьи, умирающих матерей, брошенных или больных детей и жён. Эти картины, часто драматические по своему характеру, принесли ему такие прозвища, как «Прюдон бедняков» и «Корреджо чердаков». Критики отмечали живописные способности художника. Но вот публика находила картины, которыми Октав Тассар пытался привлечь внимание общества к социальным проблемам бедности и обездоленности, «сентиментальными» и даже «неуместными» среди выставлявшихся рядом с ними другими авторами парадных портретов и батальных сцен, отображавших блеск Второй империи. Это безразличие к проблемам парижской бедноты привело к отчуждённости между Тассаром и его окружением. Хотя работы художника, показанные на Всемирной выставке 1855 года, были хорошо приняты критиками, в дальнейшем он все более отдалялся от мира искусства, который презирал, и больше не выставлялся после Салона 1857 года.
Среди современников Тассара его поклонниками были Эжен Делакруа и художники-барбизонцы (Шарль Жак, Нарсис Диас, Констан Тройон и Леон Бонна). Коллекционер Альфред Брюйя (англ.) и Александр Дюма-сын также ценили его и приобретали его работы. Коллекция Брюйа была в дальнейшем подарена музею Фабра в Монпелье, где благодаря этому и сегодня хранится целый ряд картин Тассара. Художественная коллекция Дюма включала не менее пятидесяти работ художника, к тому же, Тассар иллюстрировал ряд его книг.
На рубеже 1850-х и 1860-х годов Тассар чрезмерно пристрастился к алкоголю. В 1863 году он продал остававшиеся у него на руках картины торговцу произведениями искусства Перу Мартену («Папаше Мартену») и перестал рисовать. С тех пор он безуспешно пробовал себя в качестве поэта. Стихи Тассара отказывались печатать, после чего он уничтожал рукописи, которых в итоге почти не сохранилось. Октав Тассар лечился в Монпелье в 1865 году, но не нашёл облегчения. Покинутый всеми, спившийся, обедневший и практически ослепший, он покончил жизнь самоубийством в 1874 году, в возрасте 73 лет, тем же способом, что и женщины на его картине «Самоубийство», намеренно угорев от угольной печи в закрытой комнате.

## Галерея

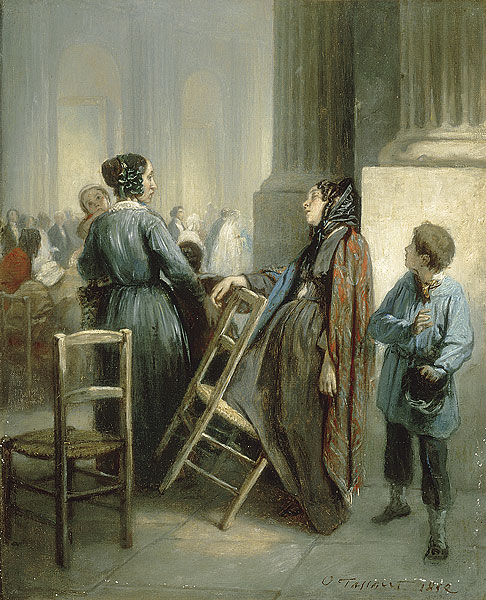
Покинутая женщина. 1852, Музей Фабра
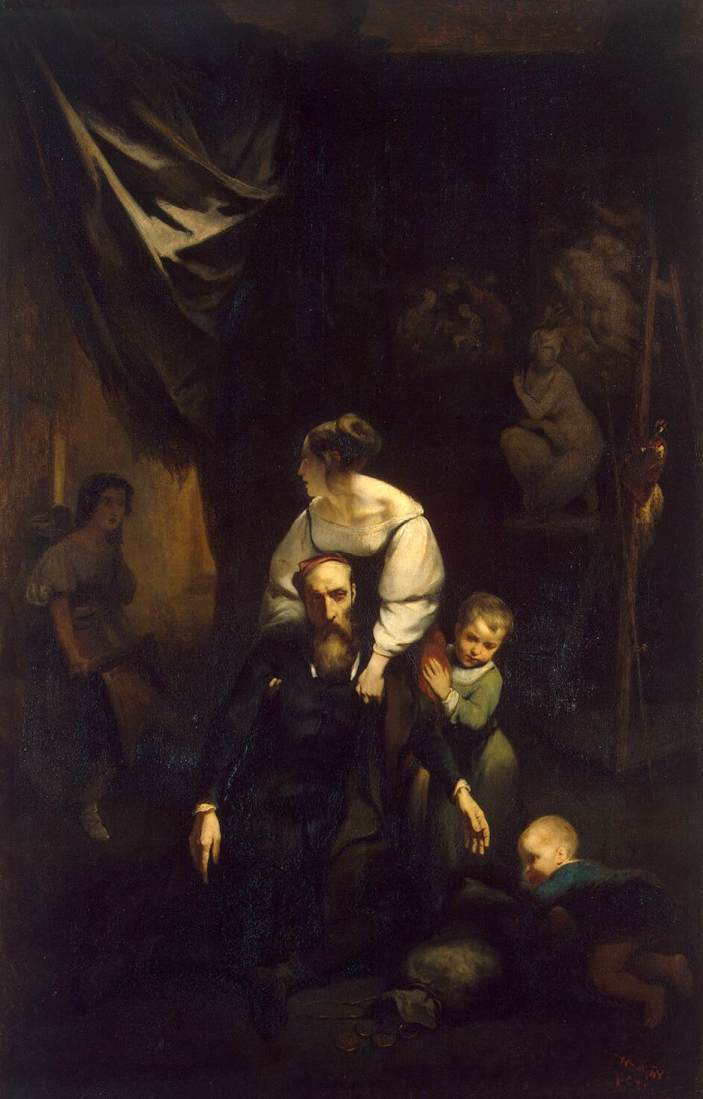
Смерть Корреджо. 1834, Государственный Эрмитаж
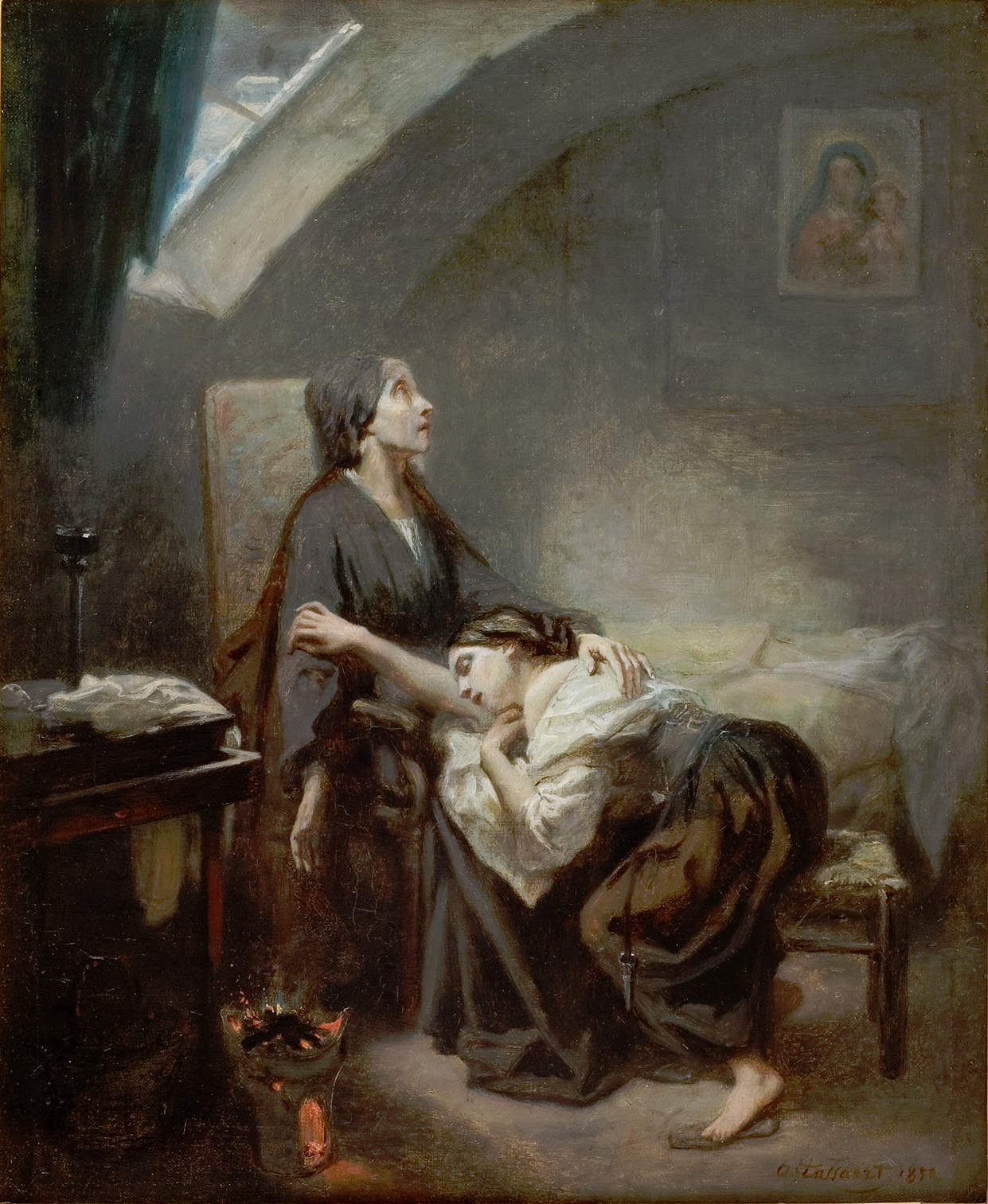
Несчастная семья, также известная как Самоубийство. 1852, Музей Фабра
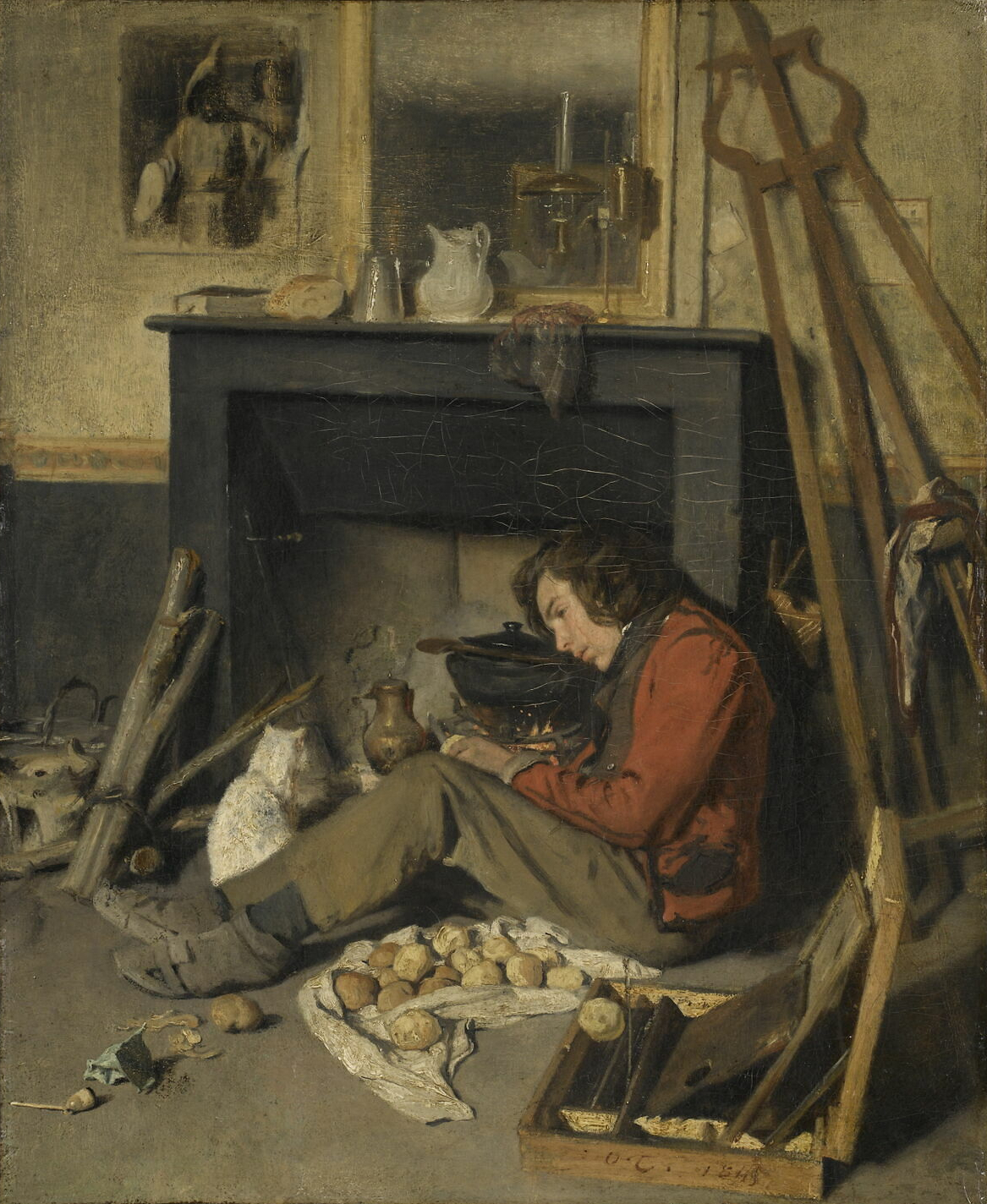
Мастерская художника. 1845, Лувр
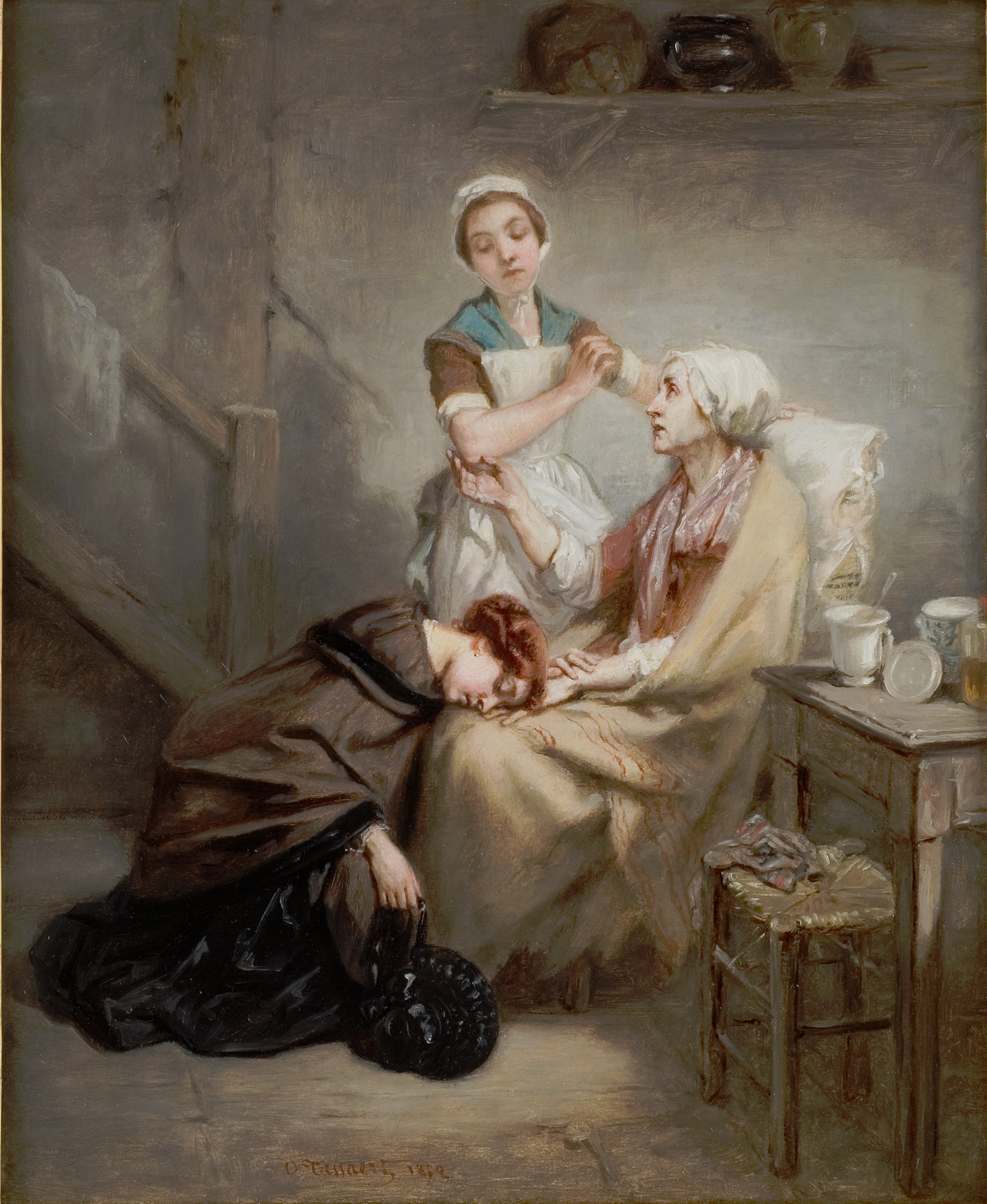
Возвращение в деревню (Блудная дочь). 1852, Музей Фабра
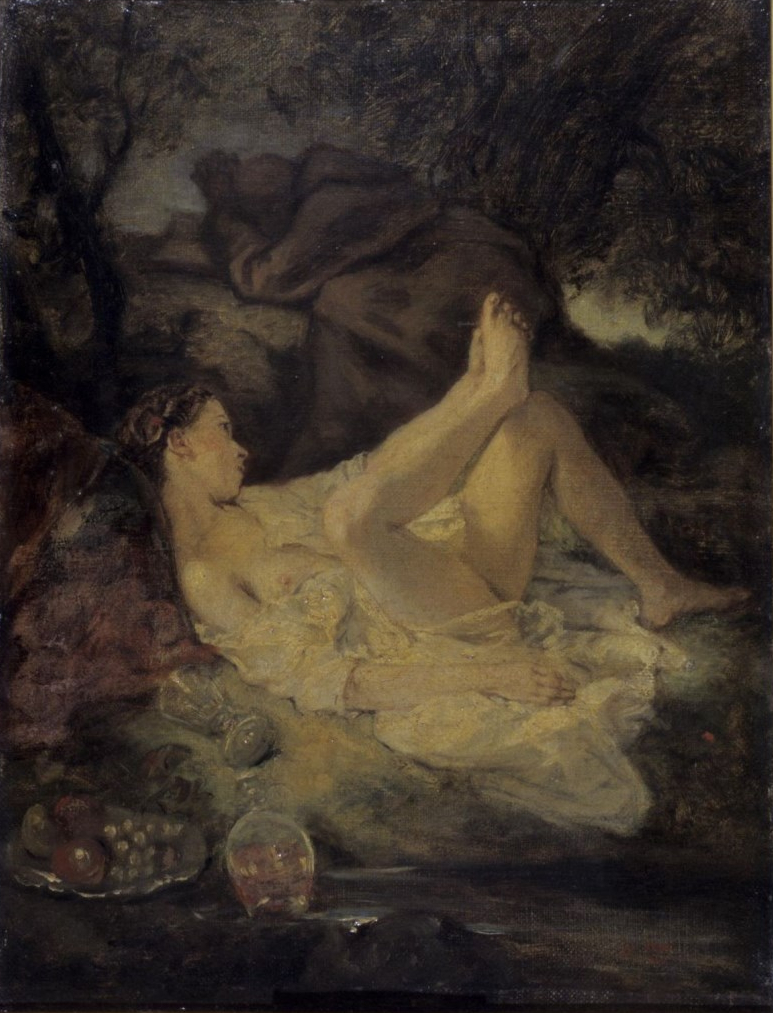
Искушение. Музей изящных искусств (Реймс)
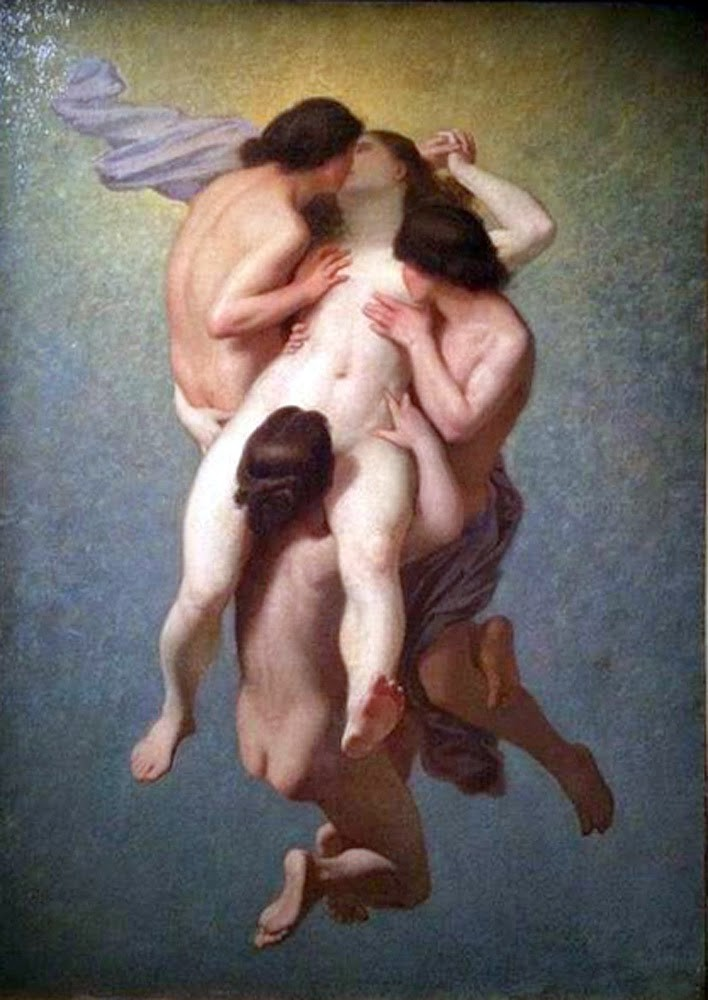
Проклятая грешница (фр. La Femme Damnée). Частное собрание
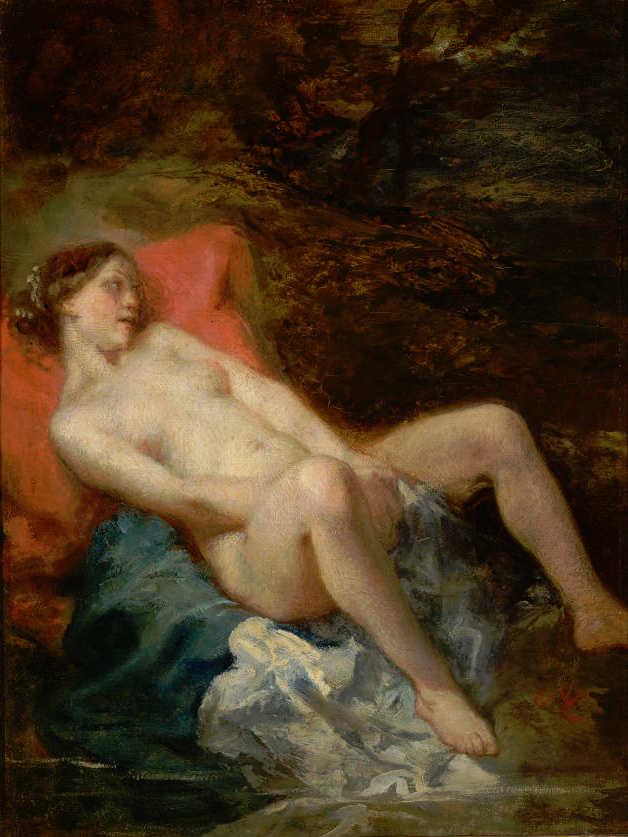
Лежащая нимфа. Лионский музей изобразительных искусств
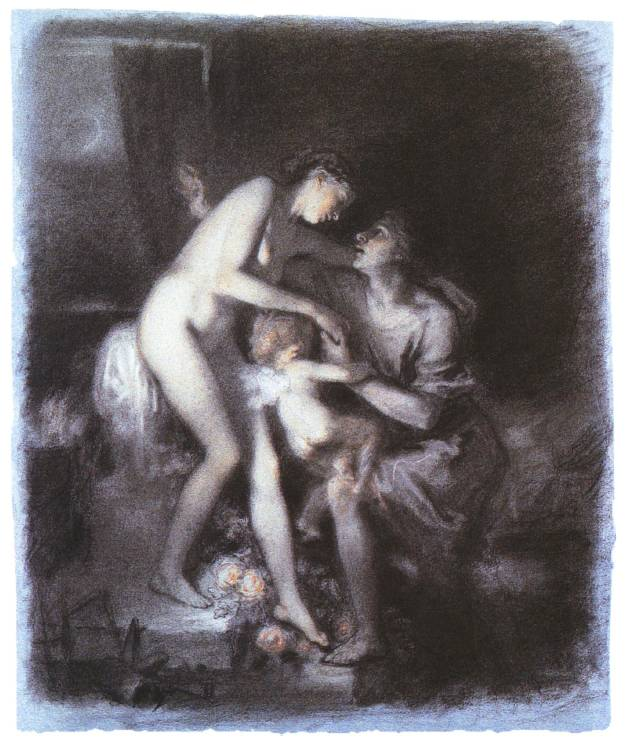
Пигмалион и Галатея. 1855
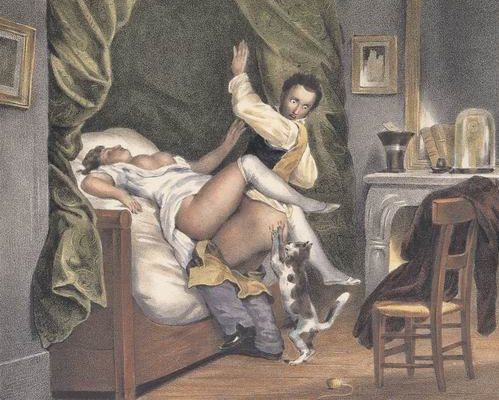
Ревнивый кот. Литография, ок. 1860
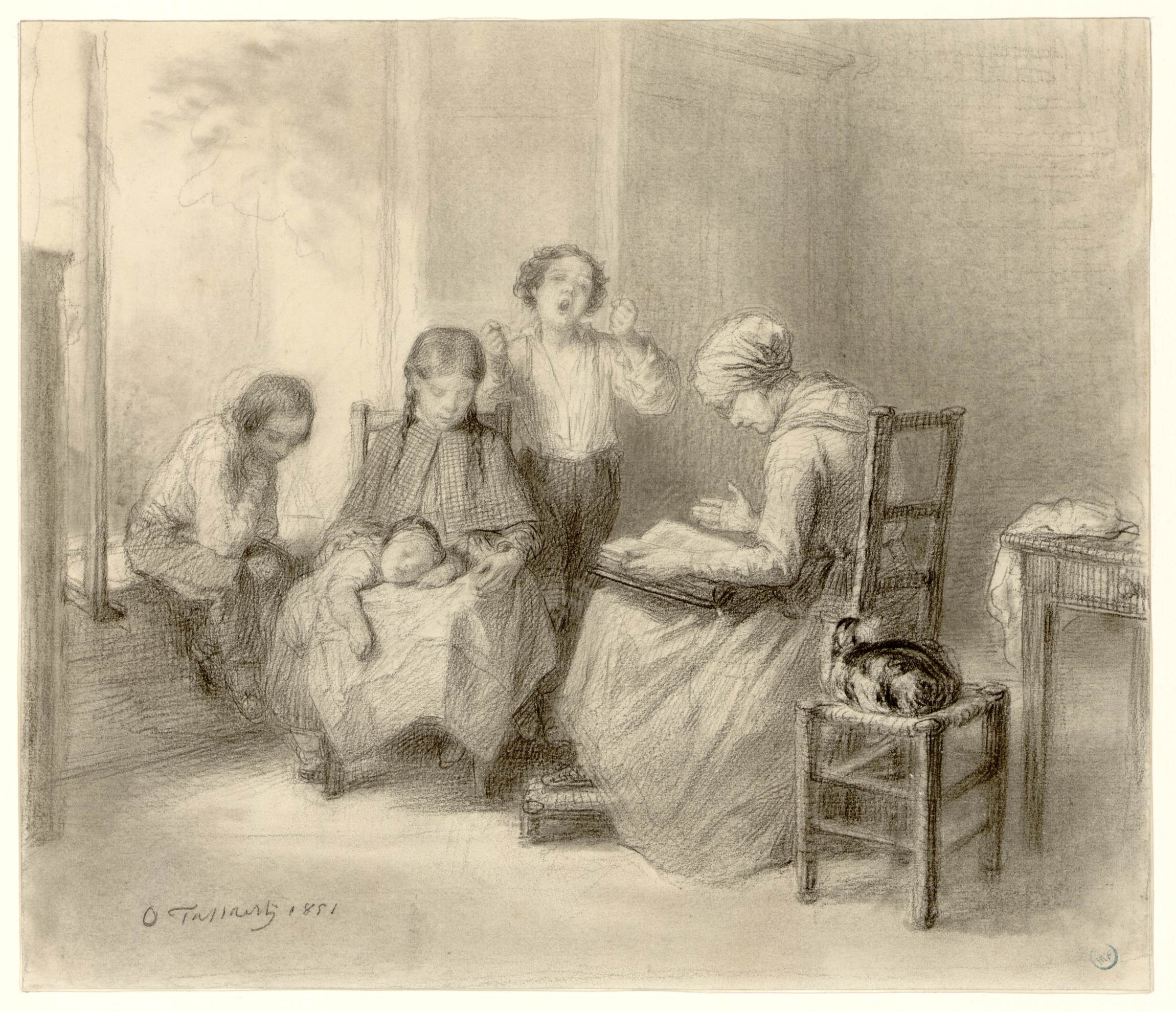
Чтение Библии. Музей Фабра
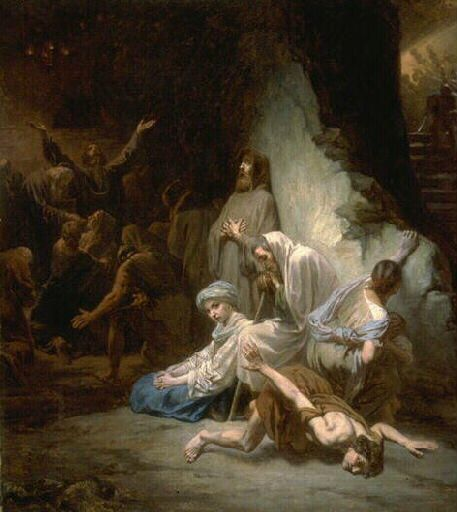
Ранние христиане, застигнутые римскими легионерами в катакомбах. Музей изящных искусств Бордо
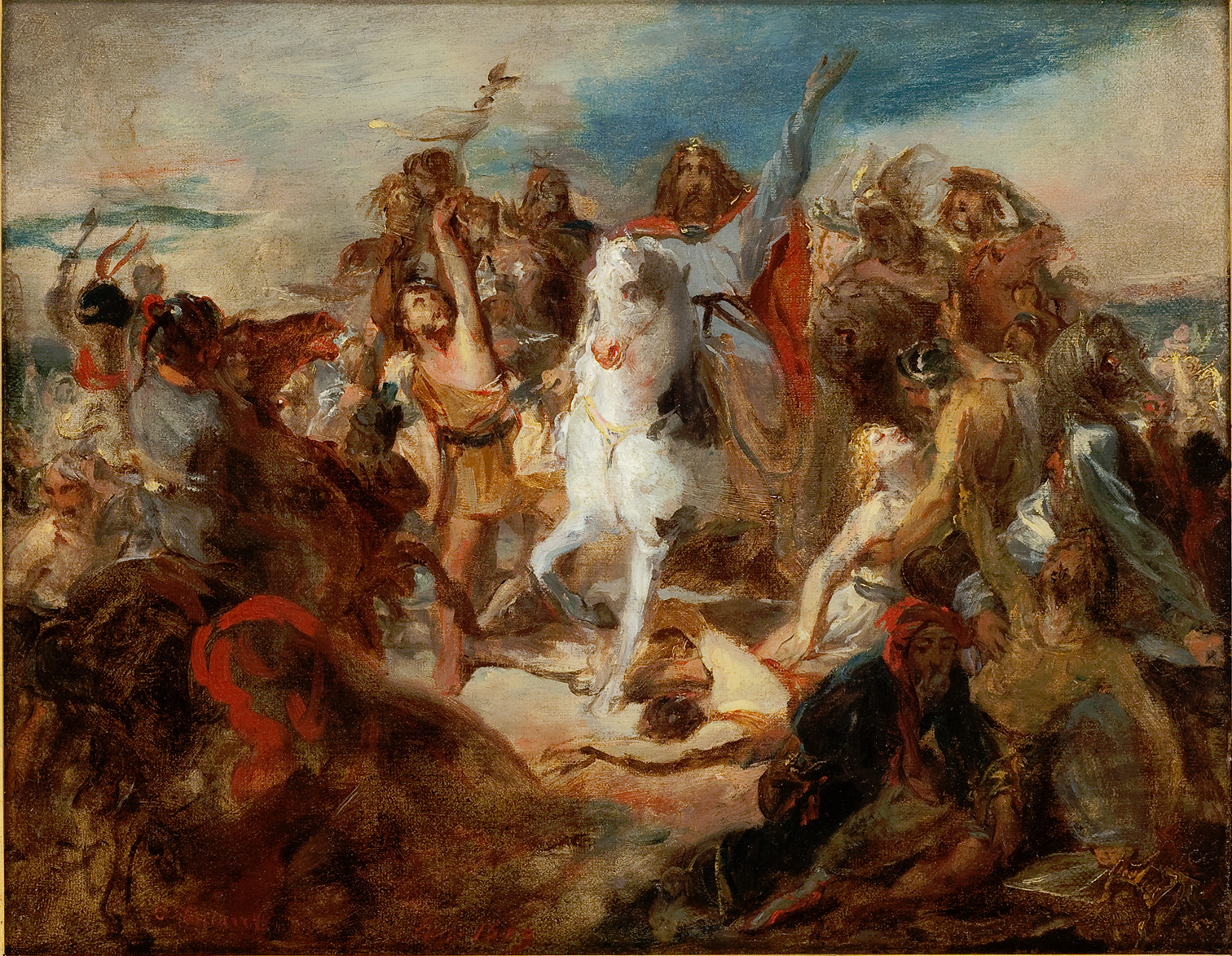
Хлодвиг в битве при Толбиаке. Около 1836, Музей Фабра
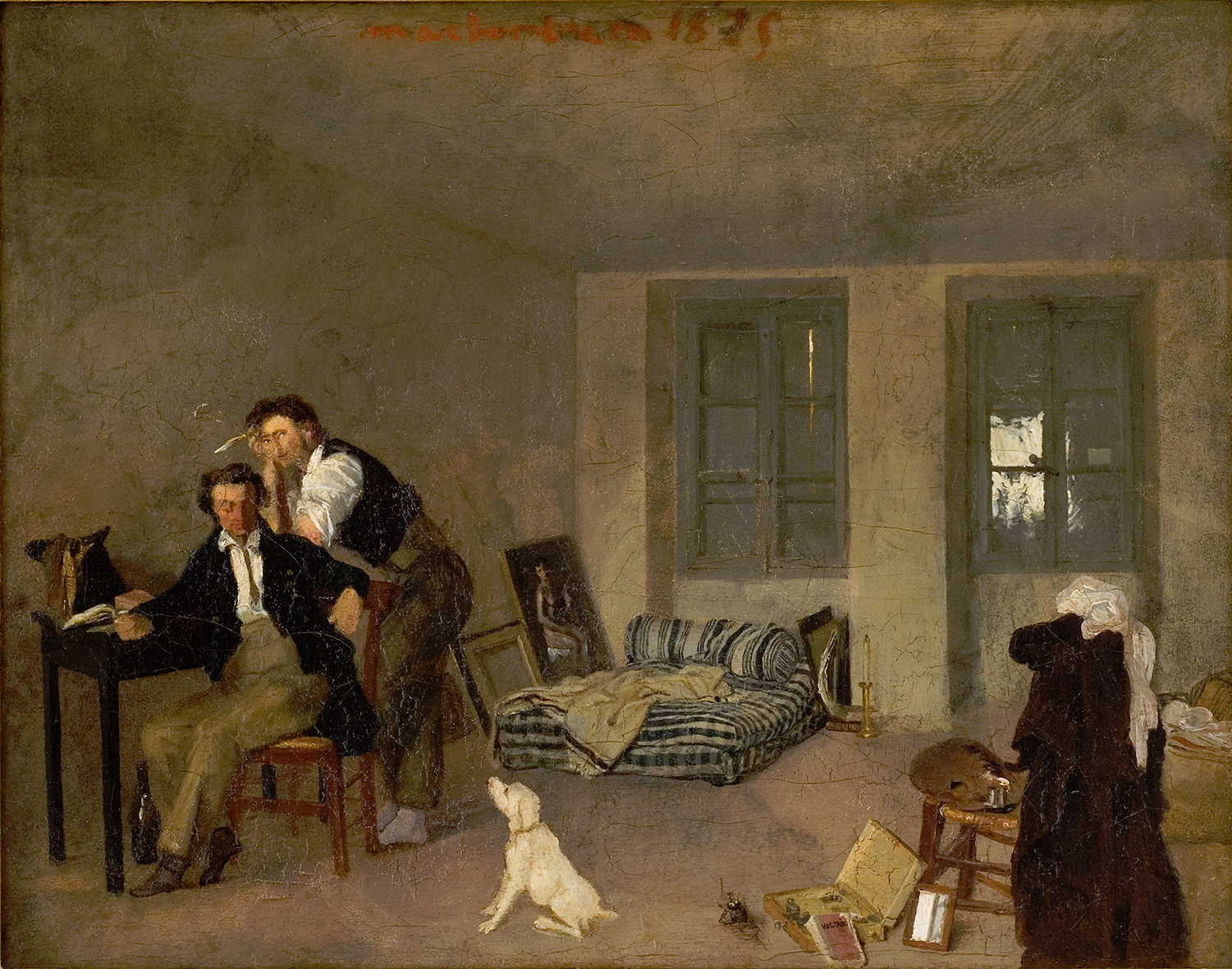
Моя комната в 1825 году. 1825, Музей Фабра